# Chirurgia generale
La chirurgia generale è una specializzazione chirurgica che si concentra soprattutto sugli organi della cavità addominale, come per esempio l'esofago, lo stomaco, l'intestino, il fegato, la cistifellea, il pancreas e, spesso, si occupa anche della tiroide, delle paratiroidi, della mammella e delle ernie.

## Formazione
Per poter diventare un chirurgo generale è necessario laurearsi in Medicina e Chirurgia (6 anni in Italia, 4 negli USA dopo un corso di base), e poi ottenere la specializzazione in Chirurgia Generale (corso di 5 anni in Italia, 7 negli USA e 5 in altri paesi).
Per diventare un chirurgo nello Stato della Malaysia, si deve essere in possesso di un FRCS o FRAC (Fellowship of the Royal College of Surgeons) oppure frequentare uno specifico corso della durata di 4 anni in una delle università del Paese.

## Elenco Scuole di Specializzazione in Italia
- Università Politecnica delle Marche di Ancona
- Università di Bari
- Università di Bologna
- Università di Brescia
- Università di Cagliari
- Università di Catania
- Università "Magna Græcia" di Catanzaro
- Università "Gabriele d'Annunzio" di Chieti
- Università di Ferrara
- Università di Firenze
- Università di Foggia
- Università di Genova
- Università dell'Aquila
- Università di Messina
- Università di Milano-Bicocca
- Università Vita-Salute San Raffaele di Milano
- Università Cattolica del Sacro Cuore di Milano
- Università di Milano
- Università di Modena e Reggio Emilia
- Università di Napoli "Federico II"
- Università della Campania "Luigi Vanvitelli"
- Università del Piemonte Orientale "Amedeo Avogadro"[1]
- Università di Padova[2]
- Università di Palermo
- Università di Parma
- Università di Pavia
- Università di Perugia
- Università di Pisa
- Università "La Sapienza" di Roma
- Università "Tor Vergata" di Roma
- Università Campus Bio-Medico di Roma
- Università di Salerno
- Università di Sassari
- Università di Siena
- Università di Torino
- Università di Trieste
- Università di Udine
- Università dell'Insubria di Varese
- Università di Verona